# 中臣宅守
中臣 宅守（なかとみ の やかもり）は、奈良時代の貴族・歌人。刑部卿・中臣東人の子。官位は従五位下・神祇大副。

## 経歴
天平12年（740年）頃に蔵部の女孺であった狭野弟上娘子を娶ったときに越前国に流罪となる。罪に問われた事情は明らかでなく、政変がらみとするものと禁を犯して娘子と結ばれたものとの両説がある。同年6月に大赦が行われるが、罪は赦されなかった。天平13年（741年）9月に再度行われた大赦により帰京したか。
天平宝字7年（763年）従六位上から三階昇進して従五位下に叙爵するも、天平宝字8年（764年）藤原仲麻呂の乱に連座して除名された。
越前国配流時に狭野茅上娘子と交わした和歌を中心に40首が『万葉集』に採録されている。

## 系譜
「中臣氏系図」（『群書類従』巻第62所収）による。
- 父：中臣東人
- 母：不詳
- 妻：狭野弟上娘子
- 生母不明の子女
  - 男子：中臣真広